# Schöffel (Unternehmen)
Die Schöffel GmbH & Co. KG (Eigenschreibweise SCHÖFFEL) wurde 1804 im bayerischen Schwabmünchen als Textilhandel gegründet. Es wird noch heute dort als mittelständisches Familienunternehmen geführt. Schöffel gehört zu den europäischen Markenführern im Bereich funktioneller Outdoor- und Skibekleidung. Das Unternehmen profilierte sich in den 1980er Jahren durch die innovative Entwicklung von Gore-Tex-Produkten. Es unterhält als eines der wenigen großen Bekleidungsunternehmen in Deutschland eine hauseigene Schneiderei. Die Kollektionen vom Design bis zur Serienreife werden am Hauptsitz entwickelt. Die Schöffel Sportbekleidung GmbH ist eine hundertprozentige Tochtergesellschaft der Schöffel GmbH & Co. KG, der Dachgesellschaft der Schöffel-Unternehmensgruppe.

## Geschichte
Gegründet wurde das Unternehmen 1804 durch Georg Schöffel, der als fliegender Händler Strümpfe, Socken und Nachthauben verkaufte. Später etablierte sich das Unternehmen fest in Schwabmünchen, wo es weiterhin ansässig ist. Das Geschäft blieb im Familienbesitz und wurde im Lauf der Zeit erweitert. So wurde etwa 1950 ein eigenes Kleidungsgeschäft eröffnet und 1961 die Produktion von Kinder- und Herrenhosen aufgenommen. 1967 folgte die Konzentration auf Sportkleidung; 1975 wurde Schöffel Marktführer bei Wanderbekleidung. Im Jahr 1983 startete das Unternehmen den Verkauf von Gore-Tex-Produkten, was sich als langfristiger Erfolg herausstellte. Der Unternehmensslogan „Ich bin raus“ wurde zweideutig als Anspielung auf die Outdoor-Produkte einerseits sowie auf einen entschleunigten Lebensstil andererseits interpretiert.

## Gemeinschaftsunternehmen/Franchising

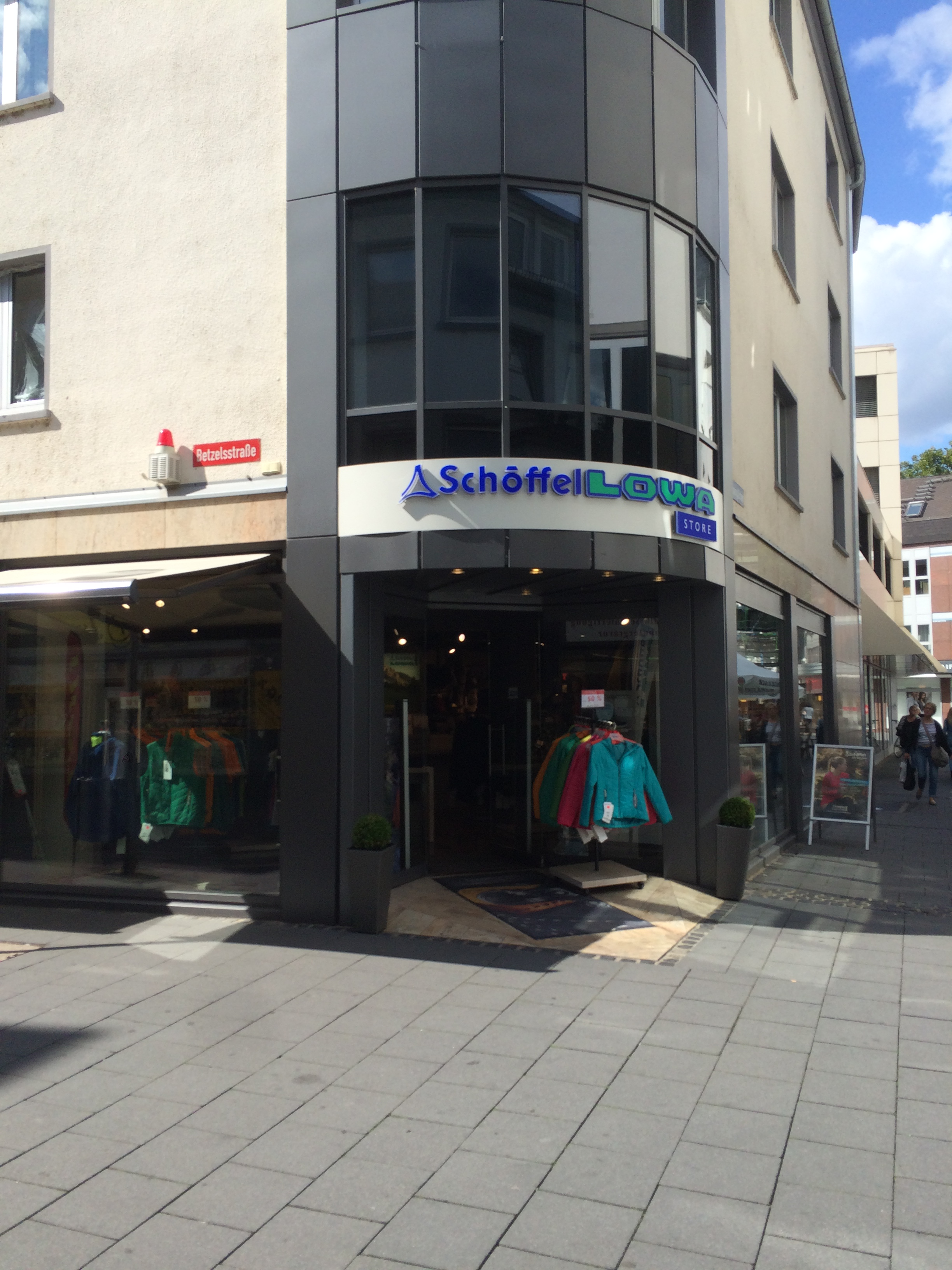
Schöffel-Lowa Store in Mainz, im September 2015

2003 ist Schöffel mit Lowa Sportschuhe, einem Hersteller von Wander-, Ski- und Bergschuhen, ein Joint Venture eingegangen. Das Gemeinschaftsunternehmen Schöffel-Lowa Sportartikel GmbH & Co. KG betreibt insgesamt 33 größtenteils von Franchise-Partnern geführte Schöffel-Lowa-Stores (28 in Deutschland, vier in Österreich und einen in Italien; Stand Oktober 2018). Seit 2019 bietet Schöffel über Intersport-Ladengeschäfte auch einen Verleih von Skikleidung an.

## Sponsoring
Seit 2009 rüstet das Unternehmen als Kooperationspartner des Österreichischen Skiverbandes (ÖSV) die alpinen Mannschaften der Alpenrepublik mit Renn- und Freizeitanzügen aus und stellt darüber hinaus als offizieller Partner des Österreichischen Olympischen Comités den an Winterspielen teilnehmenden Athleten und Betreuern die entsprechende Ausrüstung zur Verfügung. Zudem unterstützt das Unternehmen als Sponsor unter anderem auch die Extrembergsteiger Gerlinde Kaltenbrunner und Ralf Dujmovits.

## Kritik
Durch Recherchen der Kampagne für Saubere Kleidung wurde 2010 bekannt, dass mehrere Unternehmen der Outdoor-Bekleidungsbranche – darunter auch Schöffel – den Mitarbeitern in Asien und Mittelamerika trotz der hohen Gewinnmargen nur geringe Löhne bezahlten. Zudem herrschten in den Fabriken schlechte Arbeitsbedingungen. Die Nichtregierungsorganisation stellte im Ergebnis fest, dass „Image und Realität der Outdoor-Branche zum Teil schmerzhaft auseinanderklaffen“.
Die Unternehmerfamilie um Peter Schöffel beteiligte sich ferner mit 5 Millionen Euro an Cum/Ex-Geschäften, durch die dem deutschen Staat durch die vorgebliche Rückerstattung gar nicht gezahlter Steuern Milliarden entgingen.

## Engagement für Nachhaltigkeit und im sozialen Bereich
Schöffel reagierte auf die Kritik bezüglich der Lieferkette und schloss sich 2011 der Fair Wear Foundation an, die sich der Kontrolle der Arbeitsbedingungen in den Herstellungsländern verschrieben hat. Zum unternehmenseigenen Schöffel Code of Conduct kam dadurch der Code of Labour Practice hinzu. Seit Anfang 2013 ist das Unternehmen zudem Bluesign-Systempartner für die nachhaltige Herstellung von Textilien.
Für das Jahr 2017 hat das Unternehmen einen Nachhaltigkeitsbericht vorgelegt.
Bis 2030 soll der CO2-Ausstoß einschließlich der Lieferketten halbiert werden, und neue Produkte werden mit Hinblick auf Recycelbarkeit entwickelt.